# Minzy
Gong Min-ji (hangul: 공민지; Seúl, 18 de enero de 1994), más conocida como Minzy, es una cantautora, rapera y bailarina surcoreana. Es popularmente conocida por haber formado parte de 2NE1, bajo YG Entertainment. Sin embargo, abandonó el grupo en 2016 por problemas personales. Como solista, lanzó su primer disco, Minzy Work 01: Uno, en abril de 2017.

## Primeros años
Minzy nació el 18 de enero de 1994 en Seúl. Es nieta de la fallecida bailarina de danza folclórica, Gong Ok-jin. En su niñez, se mudó a Gwangju con su familia, pero luego la trajo de regreso a Seúl mientras viajaban para trabajar con el padre de Minzy. Participó en muchos concursos de baile, ganando varios premios. Un vídeo de ella en una competencia en Gwangju se subió a Internet y se hizo viral con muchas personas enviando elogios por su habilidad en la danza. El vídeo fue enviado a la página de YG Entertainment, con lo cual el CEO, Yang Hyun-suk, la contactó y la reclutó para unirse a la agencia cuando estaba en sexto grado.

## Carrera

### 2009-16: Debut con 2NE1
YG Entertainment declaró a principios de 2009 que debutarían un nuevo grupo de chicas que había estado entrenando durante cuatro años, y que su álbum debut contendría canciones producidas por Teddy Park, y G-Dragon. El nombre del grupo se anunció inicialmente como «21»; sin embargo, debido al descubrimiento de un cantante con el mismo nombre, el grupo pasó a llamarse «2NE1», y «NE» es la abreviatura de «New Evolution». Minzy fue añadida a 2NE1 como bailarina principal, junto a Bom, Dara y CL. Minzy abandonó oficialmente el grupo y la agencia el 5 de abril de 2016. Debido a esto, no participó en la última canción de 2NE1 «Goodbye», lanzada el 21 de enero de 2017.

### 2016-actualidad: Carrera como solista
En mayo de 2016, Minzy firmó con Music Works, la subsidiaria de CJ E&M. Se reveló que Minzy se estaba preparando para debutar como solista y que tenía el interés de probar diferentes tipos de música queriendo a no limitarse en un género específico. Music Works declaró: «Nos estamos enfocando en producir un primer álbum en solitario que pueda retratar todo el talento y potencial de Minzy. Continuaremos los preparativos sin ser perseguidos por el tiempo». 
El 17 de enero de 2017, un representante de KBS reveló que Minzy ha sido confirmada como miembro del reparto de la segunda temporada de Sister's Slam Dunk junto con Kim Sook, Hong Jin-kyung, Kang Ye-won, Han Chae-young, Hong Jin-young y Somi. El programa comenzó a emitirse el 10 de febrero, donde Minzy fue designada para convertirse en la cantante principal, bailarina principal, tutora de baile y coreógrafa para Unnies por el compositor Kim Hyung-suk (mentor de JYP), y fue votada como líder del grupo en el tercer episodio. También fue elegida para ser la maestra de rap del equipo, pero debido a su trabajo, el papel fue tomado por KillerGramz. En el episodio 12, fue nombrada directora de rap porque Kim Hyung-suk no tenía conocimiento de rap, y nombró a Hong Jin-young como la única rapera del grupo, con Somi como letrista del rap de «Right?». En marzo de 2017, Minzy lanzó su primer sencillo en solitario, «I Wanted To Love» como banda sonora del drama The Rebel.
El 17 de abril de 2017, Minzy lanzó su EP debut como solista, Minzy Work 01: Uno, junto con la canción principal «Ninano». El 1 de diciembre de 2018, Minzy lanzó su primer sencillo en solitario en inglés, «All of You Say».
El 17 de abril de 2020, Minzy dejó Music Works después de que se resolvió su disputa legal. El 24 de mayo de 2020, Minzy lanzó su sencillo "Lovely", su primer lanzamiento como artista independiente. En octubre de 2020, Minzy fundó su propia empresa MZ Entertainment y llevará a cabo sus actividades futuras en su futura agencia. Un mes después, Minzy firmó con Viva Entertainment por sus actividades musicales en Filipinas. Lanzó la versión en tagalo de su sencillo "Lovely" el 20 de noviembre de 2020.
En 2024, Minzy volvió a reunirse con su grupo 2NE1.

## Discografía

### EPs
| Título             | Detalles | Mejor posición | Mejor posición | Mejor posición | Mejor posición | Ventas       |
| Título             | Detalles | COR            | NZ Heat        | US Heat        | US World       | Ventas       |
| ------------------ | --- | -------------- | -------------- | -------------- | -------------- | ------------ |
| Minzy Work 01: Uno | - Lanzamiento: 17 de abril de 2017 - Discográfica(s): The Music Works, Sony Music - Formato(s): CD, descarga | 10             | 10             | 21             | 2              | - COR: 3 347 |

### Sencillos
| Título                            | Año  | Mejor posición | Mejor posición | Ventas         | Álbum              |
| Título                            | Año  | COR            | US World       | Ventas         | Álbum              |
| --------------------------------- | ---- | -------------- | -------------- | -------------- | ------------------ |
| «Please Don't Go» (con CL)        | 2009 | 6              | —              | —              | To Anyone          |
| «Ninano» (니나노) (feat. Flowsik) | 2017 | 44             | 18             | - COR: 38 531+ | Minzy Work 01: Uno |
| «All of You Say»                  | 2018 | —              | —              | —              | Sin álbum          |

## Filmografía
| Año     | Título               | Canal | Notas                                          |
| ------- | -------------------- | ----- | ---------------------------------------------- |
| 2013-14 | Running Man          | SBS   | Invitada                                       |
| 2017    | Sister's Slam Dunk   | KBS   | Miembro del elenco                             |
| 2017    | King of Mask Singer  | MBC   | Concursó como A Richly-toned Perilla Leaf Girl |
| 2018    | I Can See Your Voice | tvN   | Invitada                                       |